# 阿尔弗雷德·爱德华·豪斯曼
阿尔弗雷德·爱德华·豪斯曼（1859年3月26日—1936年4月30日）是英国古典学家和诗人，以诗歌集《什罗普郡少年》为世人熟知。诗歌形式抒情而充满了讽刺蕴藉，诗歌期望唤起被命运掌握而绝望的英国乡村的年轻一代。他们的美丽、单纯而富有个性的形象强烈地满足了维多利亚时代和爱德华时代的审美诉求，以及第一次世界大战前后20世纪早期的英国词人。通过他们的诗歌意境，诗歌与时代以及什罗普郡紧密联系。
豪斯曼在他的时代是极其重要的古典派，也是见在的最伟大的学者之一。他以一名私人学者的身份进行出版，树立起声望，他著作等身，任职于伦敦大学学院和剑桥大学的拉丁文教授，他创作的《尤维纳利斯》、《曼尼里乌斯》、《卢坎》迄今仍被奉为权威之作。

## 生平

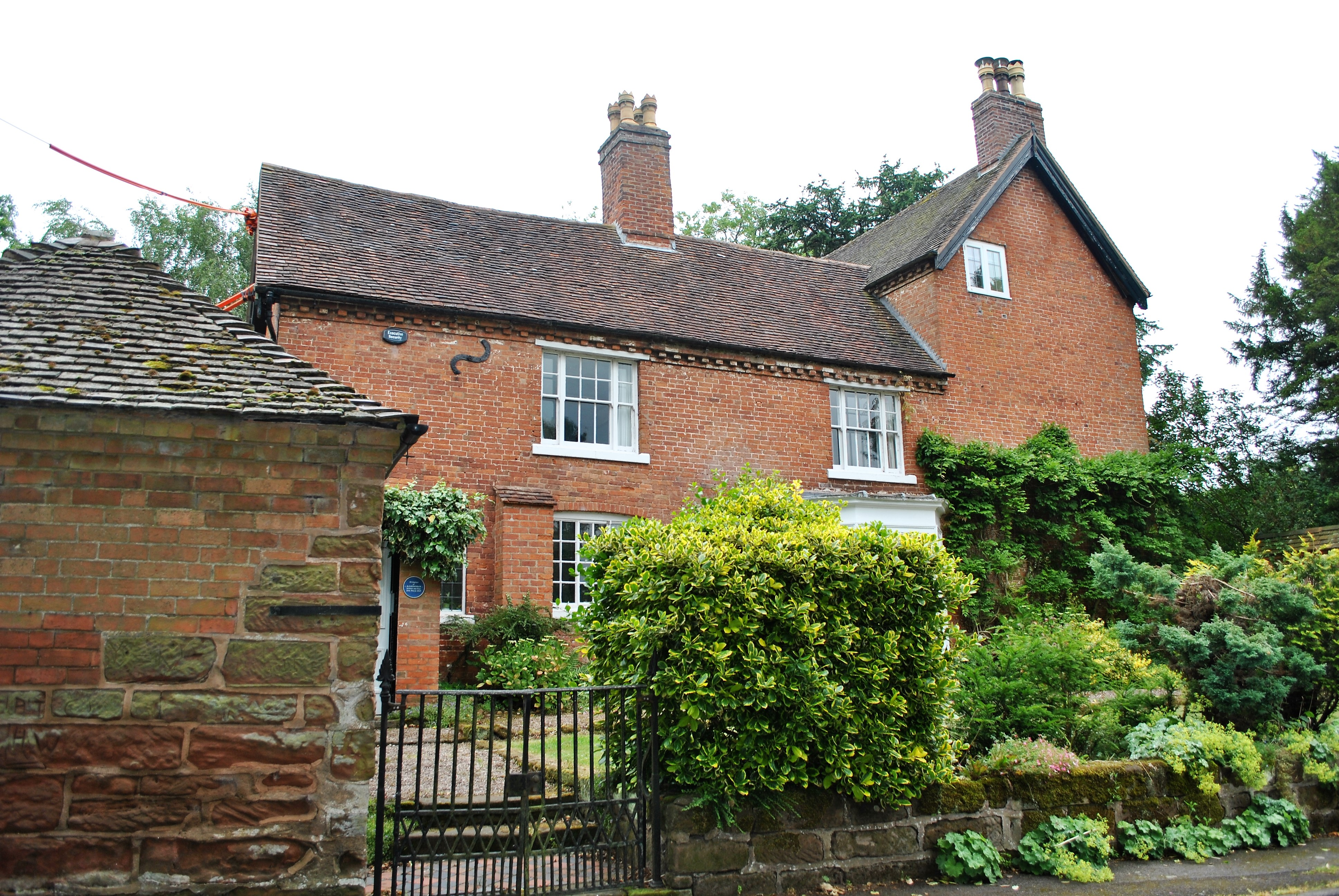
出生地、故居Valley House

豪斯曼是家中七个孩子中最年长的，他出生于伍斯特郡布罗姆斯格罗夫乡村郊外的富克贝利的豪斯谷，是萨拉·乔恩（1858年6月17日于格罗斯特的伍德斯特成婚）和爱德华·豪斯曼（家族源自兰开斯特）之子，1859年4月24日在卡茨希尔的基督教堂接受受洗仪式。他12岁之时，母亲去世，他的父亲，一名乡村法务官，于1877年再婚，迎娶了堂姐露西。豪斯曼的弟弟劳伦斯·豪斯曼和妹妹克莱门斯·豪斯曼而后也都成为了作家。
豪斯曼就学于布罗姆斯格罗夫学院，他在那里显露出文学才能，因诗而获奖。 1877年，他获得牛津大学圣约翰学院的一项公开奖学金，学习古典文学。虽然他性格内向，却和宿舍的两名舍友莫斯·杰克森和A·W·珀勒阿德友好相处，建立友谊。豪斯曼深爱着杰克森，但杰克森是一名异性恋者，并没有对豪斯曼的情感做出回应。1879年，豪斯曼获得了古典文学考试的第一名，但他投身于文本分析，特别是普罗佩提乌斯，令他忽视了形成古典文学课程的古代历史和哲学。因此，他未能获取学术学位虽然豪斯曼在期末考试中出乎意料的失误，直接源自被杰克森的拒绝，多数传纪记者引证了更为露骨的原因。豪斯曼对哲学漠不关心，对他的天赋过分自信，轻视不够精确的学者，耽溺于与杰克森消磨时光，他还因父亲极度绝望的病情而分心。他为考试失误而蒙受耻辱，一度下定决心证明自身的天才。
牛津大学之后，杰克森在伦敦专利公司获得了一份书记员的工作，并为豪斯曼安排了一份同类工作。两人与杰克森的兄弟阿达尔伯特共住于一处公寓直至1885年，豪斯曼独自搬出公寓，可能是在杰克森回应豪斯曼他无法对豪斯曼的爱和情感给予任何回应之后。1887年，莫斯·杰克森迁往印度，与豪斯曼相距遥遥。1889年，当杰克森暂归伦敦结婚，豪斯曼并未收到邀请，直到两夫妇离开伦敦后才获知此事。1892年，阿达尔伯特·杰克森逝世，为纪念这位友人，豪斯曼创作发表《更多诗作》的《XLII - A.J.J.》。豪斯曼执着古典文学的独立研究，并发表了关于贺拉斯、普罗佩提乌斯、奥维德、埃斯库罗斯、欧里庇得斯和索福克勒斯的学术文章。1892年，在他任职于伦敦大学学院拉丁文的教授时，逐渐获得极高声望。豪斯曼是无神论者，当R·W·钱伯斯在伦敦大学学院图书馆发现了大量罕见的1535年科弗代尔圣经，并将书递交到图书馆委员会，豪斯曼建议委员会将其出售，“用这笔收入购进更多真正有价值的书籍”。多年以后，伦敦大学学院教学人员的普通教室为纪念他而命名为豪斯曼室。
私下里的生活，豪斯曼喜欢美食，乘坐飞机，经常前往法国访问，在那里，他阅读到在英国因色情而被列入禁书的书籍。.

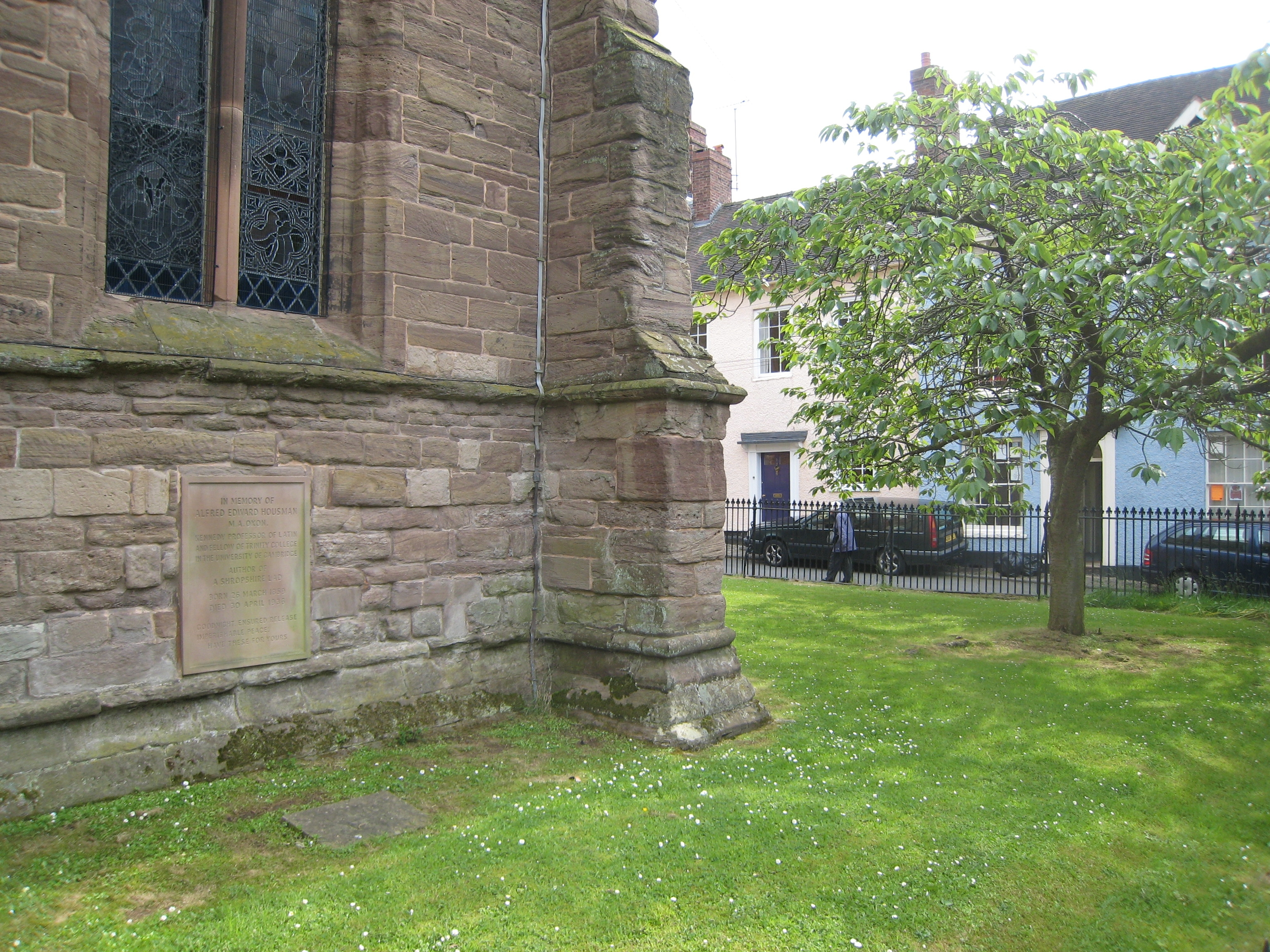
豪斯曼在勒德洛圣劳伦斯教堂的陵墓. 右侧种植着樱桃树。

虽然豪斯曼早期作品和他的拉丁文和希腊文教授的职责，他开始专注于拉丁诗文的写作。后期被问及缘何要停止希腊文创作诗歌时，他回应道：“鱼和熊掌不可兼得。” 1911年，他担任剑桥大学三一学院拉丁文的肯尼迪教授，并在那里度过余生。剑桥大学古典文学教授G. P. 古尔德在豪斯曼的回忆录中写道：“豪斯曼奖学金这笔遗产具有长远价值和意义，这一价值包括显著成果的减少，创建了拉丁文和排除抄写员错误的一般命题，而非他在作品中透露出的伟大思想的闪耀的案例……他是现存最伟大的校勘员。”1903年至20世纪30年代，豪斯曼出版了5卷曼尼里乌斯天文学评述书籍。他还编辑出版了尤维纳利斯（1905年）和卢坎（1926年）的著作。学生们为他对冒牌学者给予严厉抨击而感到气馁。他的论文《关于校勘者思考的运用》（1921年）。豪斯曼说：“一名校勘者的工作与牛顿研究星体运动相去甚远：他更像一条在寻蚤的狗。”他补充说明许多同时代的学者都甚为愚蠢、懒散、空虚，或三者兼具，说道：“知识尚好，方法尚好，但还有一样更为重要的。那就是要具备头脑，而非南瓜，在你的肩头、你的脑海，在你脑中的不是布丁。” 年轻的同事A. S. F. 高引用这些抨击的例子，他们并非“时常极端不开化。” 高还阐述了豪斯曼如何对学生施以恐吓，有时还把他们弄哭。通过高的描述，豪斯曼从未记得学生的姓名，“他因琼斯小姐和罗宾逊小姐之间的差别而沉寂了记忆，他还在第二和第四变格之间遗忘。”他最出名的学生是因诺克·鲍威尔。豪斯曼发觉他真正的职业是古典研究，其次则是诗歌创作。直到1933年，他才公开发表诗歌，发表演讲《诗歌的标题和特征》，其间他争论诗歌应注重情感而非智识。
豪斯曼享年77岁，逝世于剑桥。他的骨灰葬于什罗普郡勒德洛的圣劳伦斯教堂外。伍斯特大学为纪念豪斯曼而修建了一座以他名字命名的建筑。

## 诗歌

### 《一个什罗普郡少年》
一个什罗普郡少年II:
美丽的樱桃树，此刻粒粒樱桃

美丽的樱桃树，颗颗樱桃

正垂挂在开满樱花的枝头上，

樱桃树正矗立于森林中间，

在复活节时身裹着层层白衣。

此刻，正值我60又10岁，

20岁的年华一去不复返，

整整度过了70个春秋，

现在仅余下15个年头。

自凝望着这繁花满枝的树，

50个春日不过一间窄室。

我正悠悠地进入丛林，

去一睹那着着白雪的樱桃。
豪斯曼在伦敦期间，创作完成了《一个什罗普郡少年》诗集，包含了63首诗歌。几经被出版商拒绝后，他于1896年自费出版。书籍中蕴含的情感和脆弱性震惊了同事和学生。一版销售缓慢，而后却获得了持续而快速的出售量。借助英国音乐家的力量，他的诗歌在一战之前广为流传，诗歌主题与当时的读者产生了强大的和铉。1896年5月， 《一个什罗普郡少年》持续出版。
诗歌以深沉的悲观主义和关注死亡著称，没有任何宗教慰藉。大部分诗作是豪斯曼栖居伦敦海格特公墓时写就的，在参观什罗普郡（与他童年时的家距离30英里）的章节，他使乡村生活理想化，如诗作《遗失的家园》。豪斯曼承认威廉·莎士比亚颂歌、苏格兰边境民谣和海因里希·海涅的影响力，明确否认任何源自希腊和拉丁古典对他诗作的影响。

### 后期著作
豪斯曼在一战后开始创作一系列新的诗歌。他是影响着许多因写作战争而闻名于世的不列颠诗人的诗人之一，并创作许多为纪念战亡的应景诗。包括他的《雇佣兵军队》的《墓志铭》，为纪念英国远征军，一支小型专业化的士兵军队，在战时出征比利时。与一支装备精良的庞大的德国军队作战，损失惨重。
20世纪20年代早期，莫斯·杰克森逝世于加拿大，豪斯曼希望收集到他未发表的诗歌，让杰克森在有生之年内能阅读到这些后期诗作，多数创作于1910年前，展露出大量的主题，形成了《一个什罗普郡少年》诗集，但与他预期出版的著作缺乏一致性。他将他们出版为《最后的诗作》（1922年），为此而耗尽了他的灵感和情志，在他余生，不再有任何诗歌出版。他逝世后，他的弟弟劳伦斯继续出版了诗集《更多诗作》（1936年）、《A. E. H. ：一些诗作、信札和一部个人回忆录》（1937年）和《诗歌集》（1939年）。A. E. H.中包括幽默诗作如对朗费罗诗歌《西刨花》的拙劣模仿。豪斯曼也创作过模仿诗《希腊悲剧的碎片》，以英文创作，逝世后以幽默诗选《无情的独角兽》出版。
约翰·斯帕罗引用了豪斯曼晚年创作的信札，描述他的诗歌源起：
诗歌之于他……，是一次次病态的分泌，正如贝里的珍珠。欲望或是需要，并不时常出现，只有当他感到不适或是失落时才出现。整个诗行和诗节无须任何努力，就会自然现出。有时，他们需要一些微小的修改，有时则不需要。有时，诗行需要有序，使整首诗能呈现，自然而然，无须矫饰。有时他坐下，沉浸于诗歌的创作和完成中。那是一次长期而艰苦的过程。
斯帕罗补充说道：“达到令人满意的分析是多么艰难，它需要在《一个什罗普郡少年》的最后诗歌中充分考虑，加以判断。诗歌的第四节中，豪斯曼告诉我们两节诗早已胸有成竹，现于脑海。其中的一节是他在一小时或两小时间潜意识里创作出来的。最后一节花了数月有意识创作的。无人能道出其中哪节是有意识哪节是无意识的。” "

### 友谊
1942年，劳伦斯·豪斯曼在不列颠图书馆创作了一篇散文《A. E. 豪斯曼的友谊》，附文提到散文不会在25年内出版。散文讨论了豪斯曼的同性恋倾向和他对莫斯·杰克森的爱。虽然当时保守的个性和他在公众生活中的谨慎，豪斯曼在他的诗歌中放浪形骸，特别是在《一个什罗普郡少年》中，沉积着他深沉的同情心。譬如，诗歌XXX的顺序，谈到“恐惧如何满足于欲望”：“其他人，我并非第一个，希望更多恶作剧，而非面对挑战。”在《更多的诗歌》中，他深深地埋藏着对莫斯·杰克森的爱，用行动来纪念他，他深沉的爱未得到回应，将这无法实现的爱一并埋葬于坟墓。

因我爱你甚于你爱我，

已不适于人开口道出。

它烦扰着你，我发誓，

把这个念想抛却脑后。

我们之间的这个世界，

我们分离，生涩艰难。

再见，你说，把我忘记。

我会的，不存恐惧，我说。

如果在这，深白色的三叶草

你经过亡者堆起的小山。

没有高杆的鲜花迎接你，

在三叶草从间开始行走。

墓石上的碑文已然停止，

心脏亦不再砰砰地激动。

说着那个少年倾慕着你，

他深沉地信守着诺言。
他的诗歌，“噢，那是哪位年轻的罪人，手腕还环着镣铐？” 在经过奥斯卡·王尔德受审后创作，提出对同性恋者的不公。诗文中，罪人忍受着“因头发颜色”，自然秘密意指同性恋，被责成为“难以名状和令人生厌”，“此罪如此可怕，不得以基督徒的名义命名。”

## 豪斯曼其他作品

### 音乐和艺术歌曲
豪斯曼的诗歌，特别是《什罗普郡少年》，被许多英国人改编为音乐，特别是在英语界，20世纪上半业的作曲家中。他格律中的民族、田园和传统因素引起了英国音乐的共鸣。1904年，套曲《什罗普郡少年》由亚瑟·萨默维尔改编，他开始在作品《坦尼森的穆德》前瞻性地发展演变出英国组歌的概念。1909年，拉尔夫·沃恩·威廉斯创作出最富盛名的六首组歌，组歌《文洛克边境》，由弦乐四重奏、男高音和钢琴完成， 1917年，埃尔维斯与弗雷德里克·B. 季德尔共同录制《伦敦弦乐四重奏》后，深得当时人们的喜爱。1909年至1911年期间，乔治·巴特沃恩创作了两部组歌，如《什罗普郡少年》中的《六首诗歌》、《布雷顿山脉》和其他歌曲。他还写作了一部《什罗普郡少年》管弦乐音诗，1912年首次在亚瑟·尼基什指挥下在利兹节上演奏。
1916年，巴特沃恩逝世于索姆，被认为是英国音乐界的一次重大的损失。另一位重要豪斯曼诗歌的作曲家艾弗·格尼经历了情感上的节奏鼓点，广为人知源自炮弹休克。诗歌的宿命论和它们早期的作曲家预先回应了一战阵亡的亡友，被收入其中。1921年，当它们最初的翻译者和表演者杰维斯·埃尔维斯（他开创了林肯郡布里格的音乐节，珀西·格兰杰和其他作曲家也发展出乡村音乐的组曲)）因恐怖事件去世后，这一情感得以巩固。埃尔维斯在战时孜孜不倦工作，鼓舞士兵的士气，1916年，连夜创作出六组意义深远的《杰隆休斯之梦》，1917年，在法国为英国士兵举办多场音乐会。
改编豪斯曼的诗歌的作曲家还有约翰·爱尔兰德（组歌《遗失的家园》）、迈克尔·黑德（譬如《勒德洛传奇》）、格拉哈姆·皮尔（著名作品《布雷顿夏日时光》）、伊恩·维纳布尔（《永恒与悲伤之歌》）以及美国作曲家萨缪尔·巴尔贝尔（如《我的心满载懊悔》）。杰拉尔德·芬济开始创作数支套曲，但为完成。作曲家有的甚至与牧歌传统没有直接联系，如阿诺德·巴克斯、轮诺克斯·伯克利和亚瑟·布里斯都被豪斯曼的诗歌深深吸引着。一份1976年的目录编入了400首豪斯曼诗歌歌曲组歌。豪斯曼的诗歌在某一方向上影响着英国音乐，堪比沃尔特·威兹曼的音乐《德利厄斯》，沃恩·威廉斯和其他作曲家。豪斯曼的作品为歌曲提供了歌词，威兹曼的歌词大部分为赞美诗作品。同时代的新西兰作曲家大卫·唐恩在他的CD《飞快的车轮》创作一系列《三月》的组歌。

### 以豪斯曼命名的作品
1997年，豪斯曼是汤姆·斯托帕德演奏的《爱的创意》的主要人物。许多小说和电影的标题都是援引自豪斯曼的诗歌。诗句“说这是以血以气，他们给予人死亡之味。” 是1969年皮特·奥·多内尔创作的惊悚小说《谦逊的布莱斯》标题来源，1986年，P. D. 詹姆斯的犯罪小说《死亡之味》的灵感来源，《死亡之味》是她的《亚当·达格利什》系列的第七部小说。标题《尼古拉斯·布莱克》是1949年侦探小说《一名旅行者的头》引自豪斯曼诙谐的改编诗文《希腊悲剧的诙谐改编》。奥德利·Ｒ·兰格引用诗歌《文洛克边境》的最后一行的诗句，作为１９８９年出版的小说《尤利考恩之下的灰烬》的标题。诺贝尔文学获奖者小说家帕特里克·怀特将１９５５年创作的小说《人树》的标题来自于《文洛克边境》的另一行诗句，亚瑟·Ｃ．克拉克的第一部小说《迫近夜幕降临》，源自于豪斯曼《更多诗作》中的诗歌《XLV》。２００９年由詹姆斯·艾洛尔创作的小说《流浪者之血》的小说名也出自豪斯曼的诗歌《晨点》，科林·德克斯特的最后一部侦探莫斯的小说《忏悔之日》的标题，也源自豪斯曼的诗歌《ＸＶＩ》中的“多么清澈，多么美丽光明”。由丹尼斯·波特执笔的电视剧《蓝色记忆岭》，片名也出自《什罗普郡少年》里的《我心窒息》，它也是詹姆斯·邦德的电影《择日而亡》片名的源头。“当人们跑走，择日而亡。”　Ｔ．Ｈ．怀特的《空气与黑暗王后》出自豪斯曼的《最后的诗行》第三部“她强烈的魔法黯然失色”。 乌苏拉·勒·古因（Ursula Le Guin）的短篇故事集《风之十二处住所》出自豪斯曼的《从远处而来，从前夜和晨间而来》。１９８５年由梅丽尔·斯特里普主演的电影《走出非洲》，两度引用了豪斯曼的诗歌。在一场关键的场景中，当她最后受到男主角的邀请来到乡间俱乐部，她在祝酒时引用道“我心满载着懊悔”。另一个场景中，她在丹尼斯·芬济·哈顿葬礼上的悼词中，她再度引用了简短的诗文“一位身强力壮者早逝”。

## 作品

### 诗歌选集
- 《一个什罗普郡少年》（1896年）A Shropshire Lad
- 《最后的诗行》（1922年，亨利·霍尔特&公司）Last Poems
- 《一个什罗普郡少年：权威版本》（1924年，亨利·霍尔特&公司）A Shropshire Lad: Authorized Edition
- 《更多诗作》（1936年，巴克莱）More Poems
- 《诗歌集》（1940年，亨利·霍尔特&公司）Collected Poems
- 《诗歌集》（1939年）；诗歌包括这一卷，而不是如上所述作为补充诗歌的三卷。Collected Poems
- 《诗稿：作者笔记中800行未收集的诗作》Manuscript Poems: Eight Hundred Lines of Hitherto Un-collected Verse from the Author's Notebooks汤姆·伯恩斯·哈波尔（1955年）
- 《我的伙伴在耕作》Is My Team Ploughing
- 《A．E．豪斯曼诗集》，阿奇·博内特编撰（1997年）The Poems of A.E. Housman

### 经典学术论文
- 《马库斯·曼尼里乌斯的<天文>》（1903-1930, 2nd ed. 1937年, 5卷）
- 《豪斯曼的经典论文》，J. 蒂格勒和F. R. D. 古德耶尔编辑（1972年，3卷。）
- 威廉姆·怀特，《豪斯曼的拉丁文墓志铭》， CJ（1955年）159 - 166
- D. Iunii Iuuenalis Saturae: editorum in usum edidit (1905; 2nd ed. 1931)
- M. Annaei Lucani, Belli Ciuilis, Libri Decem: editorum in usum edidit (1926; 2nd ed. 1927)

### 公开演讲
演讲根据发表的时间排列。
- 《介绍性演讲》（1892年）
- 《斯文伯恩》（1910年，1969年出版）
- 《剑桥就职演讲》（1911年，1969年以《评论的边界》发表）
- 《文本评论思想的运用》（1921年，1922年出版）
- 《诗歌的诗名和本质》（1933年）

### 散文集
- 散文精选，有约翰·卡特尔编撰，剑桥大学出版社，1961年

### 信札集
- A．E．豪斯曼信札，亨利·马斯编撰（1971年）
- A．E．豪斯曼信札，阿奇·博内特编撰（2007年）

## 脚注
1. ↑  'a man who turned out to be not only the great English classical scholar of his time but also one of the few real and great scholars anywhere at any time'. Charles Oscar Brink, English Classical Scholarship: Historical reflections on Bentley, Porson and Housman,  James Clarke & Co, Oxford, Oxford University Press, New York, 1986 p.149
2. 1 2 3 4  .   [2015-04-01]. （原始内容存档于2016-04-16）.
3. ↑  "England Marriages, 1538–1973 for Edward Housman （页面存档备份，存于）", Baptism record via Family Search.org
4. ↑  "England Births and Christenings, 1538-1975 for Alfred Edward Housman （页面存档备份，存于）", Baptism record via Family Search.org
5. ↑  .   [2015-04-01]. （原始内容存档于2017-03-30）.
6. 1 2 3 4 5 6 7 8 9 10 11 12 13 14  .   [2015-04-01]. （原始内容存档于2014-01-10）.
7. ↑  Summers (1995) p. 371
8. ↑  Cunningham (2000) p. 981.
9. ↑  Norman Page, Macmillan, London (1983) A. E. Housman: A Critical Biography pp. 43–46
10. ↑  Richard Perceval Graves, A. E. Housman: The Scholar-Poet Charles Scribners, New York (1979) pp. 52–55.
11. ↑  Charles Oscar Brink, English Classical Scholarship pp.152
12. ↑  Ricks, Christopher. . Harmondsworth: Penguin. 1989: 18.
13. ↑  Graves (1979) p155.
14. ↑  Gow (Cambridge 1936) p5
15. ↑  Gow (Cambridge 1936) p. 24
16. ↑  Gow (Cambridge 1936) p. 18
17. ↑  .   [2015-04-01]. （原始内容存档于2011-03-05）.
18. ↑  Critchley (1988).
19. ↑  A. E. Housman, A Shropshire Lad, XL
20. ↑  J. Roy Birch and Norman Page (编). . Cambridge: Silent Books. 1995.
21. 1 2  Collected Poems Penguin, Harmondsworth (1956), preface by John Sparrow.
22. ↑  Summers ed. 1995, 371.
23. ↑  Summers (1995) p372.
24. ↑  A. E. Housman, More Poems, Jonathan Cape, London 1936 p.48
25. ↑  Housman (1937) p213.
26. ↑  W. and R. Elwes, Gervase Elwes, The Story of his Life (Grayson and Grayson, London 1935), p195-97.
27. ↑  Arthur Eaglefield Hull, A Dictionary of Modern Music and Musicians Dent, London (1924), 73.
28. ↑  Eaglefield-Hull (1924) p205.
29. ↑  W. and R. Elwes (1935) p156-166.
30. ↑  W. & R. Elwes (1935) pp244-55.
31. ↑  Palmer and Banfield 2001.
32. ↑  .   [2015-04-01]. （原始内容存档于2019-07-13）.
33. ↑  .   [2015-04-01]. （原始内容存档于2021-04-22）.
34. ↑  .   [2015-04-01]. （原始内容存档于2021-04-23）.
35. ↑  .   [2015-04-01]. （原始内容存档于2017-07-10）.

## 延伸阅读
- Brink, C. O. Lutterworth.com, English Classical Scholarship: Historical Reflections on Bentley, Porson and Housman, James Clarke & Co (2009), ISBN 978-0-227-17299-5.
- C. Efrati, The road of danger, guilt, and shame: the lonely way of A. E. Housman (Associated University Presse, 2002) ISBN 0-8386-3906-2
- Philip Gardner ed., A. E. Housman: The Critical Heritage, a collection of reviews and essays on Housman’s poetry (London: Routledge 1992)
- Holden, A. W. and J. R. Birch, A. E Housman - A Reassessment (Palgrave Macmillan, London 1999)

## 同见
- The Invention of Love

### 著作
- Alfred Edward Housman的作品  - 古騰堡計劃
- 來自阿尔弗雷德·爱德华·豪斯曼的LibriVox公共領域有聲讀物
- 开放图书馆中阿尔弗雷德·爱德华·豪斯曼的著作
- Free Housman audio readings （页面存档备份，存于） at Librivox